# Corpi chetonici

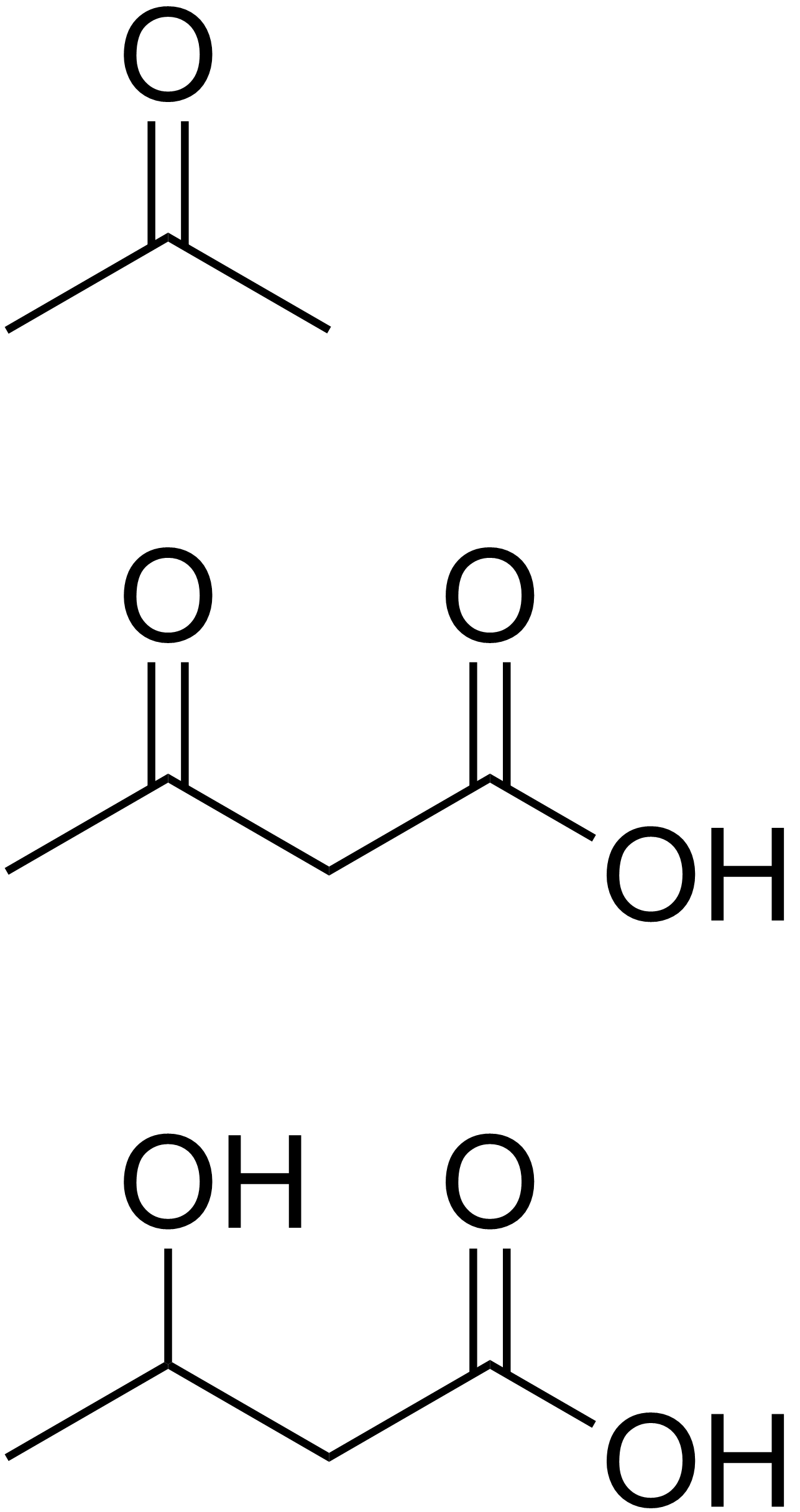
Struttura chimica dei tre corpi chetonici: acetone, acido acetoacetico e acido β-idrossibutirrico

I corpi chetonici sono tre composti normalmente presenti nel sangue in piccole quantità.
Questi composti, sintetizzati dalla cellula epatica in caso di eccesso di acetil-CoA, sono l'acetone, l'acido acetoacetico e l'acido β-idrossibutirrico. La loro concentrazione plasmatica è definita chetonemia.

## La chetogenesi
La via sintetica che porta alla formazione dei corpi chetonici a partire dall'acetil-CoA si chiama chetogenesi. La chetogenesi costituisce una via per ridurre il consumo di proteine utilizzate per la gluconeogenesi in caso di digiuno prolungato e per fornire energia al SNC sotto forma di beta-idrossibutirrato e acetoacetato.

## Utilizzo nel metabolismo
L'acetoacetato e il D-Beta-idrossibutirrato possono essere ossidati nel ciclo dell'acido citrico per produrre energia in tessuti come, ad esempio: il muscolo scheletrico, la corteccia renale e il cuore. Anche il cervello in condizioni di digiuno prolungato, ossia quando il glucosio è scarsamente disponibile, può adattarsi a utilizzare i corpi chetonici (escluso l'acetone) come riserva energetica. Sono quindi usati come fonte di energia in molti tessuti con l'eccezione del fegato in quanto mancante dell'enzima tioforasi anche chiamato β-chetoacil-CoA transferasi.
L'acetone, a differenza degli altri due corpi chetonici, è prodotto in piccole quantità ed eliminato direttamente con la respirazione (per questo in taluni casi può costituire un indice patologico).

La produzione e l'esportazione dei corpi chetonici consente di continuare l'ossidazione degli acidi grassi quando l'acetil-coA non viene ossidato nel ciclo di Krebs.
"I chetoni esogeni possono rivelarsi utili per molti pazienti sia per affrontare più facilmente il digiuno intermittente e l’OMAD (un pasto al giorno) sia come strumento per raggiungere la chetosi oppure aumentare la concentrazione di chetoni nel sangue e il signaling del beta-idrossi-butirrato, inibendo l’istone deacetilasi (importante nella prevenzione delle neoplasie e nelle patologie neurologiche e psichiatriche); inoltre abituano cervello, cuore e muscoli a questo quarto carburante del nostro metabolismo, che deve essere stato importante durante i lunghi digiuni del passato, dalla savanizzazione fino agli inverni nelle steppe."

## Squilibrio nei corpi chetonici
Lo squilibrio nella presenza ematica di corpi chetonici è di notevole rilevanza in eventi fisiologici e patologici. I corpi chetonici possono accumularsi ad esempio durante il digiuno e negli individui affetti da diabete mellito. L'accumulo di corpi chetonici viene definito chetosi.
Nel corso del digiuno prolungato, la gluconeogenesi porta alla sottrazione di intermedi al ciclo di Krebs, in particolare l'ossalacetato, indirizzando l'acetil-CoA verso la produzione dei corpi chetonici.
Il diabete mellito, se non trattato, è caratterizzato da una concentrazione insufficiente di insulina o da un malfunzionamento dei recettori per quest'ormone, tale da impedire ai tessuti di internalizzare e usare il glucosio presente nel sangue. Di conseguenza il malonil-CoA non viene prodotto e la carnitina palmitoil-transferasi (CPT) non viene inibita favorendo quindi il trasporto degli acidi grassi nel mitocondrio e la loro ossidazione.